# Elecciones al consejo insular de Mallorca de 2007
Las elecciones al Consejo Insular de Mallorca de 2007 se celebraron el 27 de mayo de 2007. En ellas, todos los ciudadanos de Mallorca mayores de 18 años según el censo electoral de 1 de marzo de 2007 fueron llamados a las urnas para elegir, por primera vez de manera directa, a los 33 diputados del Consejo Insular de Mallorca. Hasta entonces los diputados del pleno eran elegidos de la misma candidatura presentada por cada partido a la circunscripción de Mallorca para las elecciones al Parlamento de las Islas Baleares. Es decir, había una única lista de cada formación política para las dos instituciones, si bien existía un mecanismo de renuncias que permitía a los electos pertenecer sólo a una o a otra. A partir de las elecciones de 2007, tras la aprobación del nuevo estatuto de autonomía, los ciudadanos eligen a los consejeros insulares de la institución en listas separadas de las del Parlamento.
Estas elecciones se celebraron junto con las elecciones autonómicas baleares, el resto de elecciones a consejos insulares y las elecciones municipales.

## Resultados
El Partido Popular perseguía conseguir la mayoría absoluta (17 diputados), para volver a gobernar el Consejo Insular tras un paréntesis de ocho años. Finalmente, el PP se quedó a las puertas de la mayoría absoluta al conseguir 16 diputados. El PSOE obtuvo 11, dos más que en las elecciones anteriores. La coalición Bloc per Mallorca obtuvo 3 diputados, uno menos que los que sus componentes habían conseguido en solitario cuatro años antes. Unió Mallorquina mantuvo sus resultados con 3 diputados.
| ← Elecciones al Consejo Insular de Mallorca de 2007 → |                                                               |                                         |         |       |         |      |
| Presidente y consejo ejecutivo | Partido                                                       | Candidato                               | Votos   | %     | Escaños | +/-  |
| - Presidenta: Francina Armengol Socías - Consejo ejecutivo: PSIB-PSOE - Bloc per Mallorca - UM - Censo: - Votantes: 554.697 - Abstención: 216.241 (38,98%) - Válidos: 336.557 - A candidatura: 330.387 | Partido Popular (PP)                                          | Rosa Estaràs Ferragut                   | 154.112 | 45,66 | 16      | =    |
| - Presidenta: Francina Armengol Socías - Consejo ejecutivo: PSIB-PSOE - Bloc per Mallorca - UM - Censo: - Votantes: 554.697 - Abstención: 216.241 (38,98%) - Válidos: 336.557 - A candidatura: 330.387 | Partit dels Socialistes de les Illes Balears-PSOE (PSIB-PSOE) | Francina Armengol Socias                | 101.497 | 30,16 | 11      | +2   |
| - Presidenta: Francina Armengol Socías - Consejo ejecutivo: PSIB-PSOE - Bloc per Mallorca - UM - Censo: - Votantes: 554.697 - Abstención: 216.241 (38,98%) - Válidos: 336.557 - A candidatura: 330.387 | Unió Mallorquina (UM)                                         | Maria Antònia Munar Riutort             | 33.357  | 9,91  | 3       | =    |
| - Presidenta: Francina Armengol Socías - Consejo ejecutivo: PSIB-PSOE - Bloc per Mallorca - UM - Censo: - Votantes: 554.697 - Abstención: 216.241 (38,98%) - Válidos: 336.557 - A candidatura: 330.387 | Bloc per Mallorca a                                           | Joana Lluïsa Mascaró Melià (PSM-Entesa) | 33.301  | 9,49  | 3b      | -1 c |
| - Presidenta: Francina Armengol Socías - Consejo ejecutivo: PSIB-PSOE - Bloc per Mallorca - UM - Censo: - Votantes: 554.697 - Abstención: 216.241 (38,98%) - Válidos: 336.557 - A candidatura: 330.387 | Agrupación Social Independiente (ASI)                         | Joaquín Rabasco Ferreira                | 2.062   | 0,61  | 0       |      |
| - Presidenta: Francina Armengol Socías - Consejo ejecutivo: PSIB-PSOE - Bloc per Mallorca - UM - Censo: - Votantes: 554.697 - Abstención: 216.241 (38,98%) - Válidos: 336.557 - A candidatura: 330.387 | Coalició Treballadors per la Democracia (TD)                  | Antonio Juan Julve                      | 832     | 0,25  | 0       |      |
| - Presidenta: Francina Armengol Socías - Consejo ejecutivo: PSIB-PSOE - Bloc per Mallorca - UM - Censo: - Votantes: 554.697 - Abstención: 216.241 (38,98%) - Válidos: 336.557 - A candidatura: 330.387 | Ciudadanos en Blanco (CENB)                                   | Aquiles Antonio Balle Blanes            | 831     | 0,25  | 0       |      |
| - Presidenta: Francina Armengol Socías - Consejo ejecutivo: PSIB-PSOE - Bloc per Mallorca - UM - Censo: - Votantes: 554.697 - Abstención: 216.241 (38,98%) - Válidos: 336.557 - A candidatura: 330.387 | Partido Balear (PB(M))                                        | Miguel Ángel Estarás Gelabert           | 800     | 0,24  | 0       |      |
| - Presidenta: Francina Armengol Socías - Consejo ejecutivo: PSIB-PSOE - Bloc per Mallorca - UM - Censo: - Votantes: 554.697 - Abstención: 216.241 (38,98%) - Válidos: 336.557 - A candidatura: 330.387 | Unión del Pueblo Balear (UPB)                                 | David Gil de Paz                        | 636     | 0,19  | 0       |      |
| - Presidenta: Francina Armengol Socías - Consejo ejecutivo: PSIB-PSOE - Bloc per Mallorca - UM - Censo: - Votantes: 554.697 - Abstención: 216.241 (38,98%) - Válidos: 336.557 - A candidatura: 330.387 | Clau de Mallorca (CLAU)                                       | Pedro Duran Suasi                       | 589     | 0,18  | 0       |      |
| - Presidenta: Francina Armengol Socías - Consejo ejecutivo: PSIB-PSOE - Bloc per Mallorca - UM - Censo: - Votantes: 554.697 - Abstención: 216.241 (38,98%) - Válidos: 336.557 - A candidatura: 330.387 | Partido Isleño de las Islas Baleares (PIIB)                   | Carmen Valcaneras Bujosa                | 370     | 0,11  | 0       |      |
| - Presidenta: Francina Armengol Socías - Consejo ejecutivo: PSIB-PSOE - Bloc per Mallorca - UM - Censo: - Votantes: 554.697 - Abstención: 216.241 (38,98%) - Válidos: 336.557 - A candidatura: 330.387 | En blanco                                                     | N/A                                     | 6.170   | 1,83  | N/A     | N/A  |

a Coalición de Partit Socialista de Mallorca - Entesa Nacionalista (PSM-EN), Esquerra Unida de Mallorca-Els Verds de Mallorca (EU-EV) y Esquerra Republicana de Catalunya (ERC).

b De los cuales 2 pertenecen al Partit Socialista de Mallorca y 2 a Alternativa Esquerra Unida-Els Verds.

c Respecto a la suma de Esquerra Unida-Els Verds (2) y Partit Socialista de Mallorca - Entesa Nacionalista (3) en 2003.

El 25 de junio del mismo año, 29 días después de las elecciones, PSOE, UM y Bloc llegaron a un acuerdo por el que la socialista Francina Armengol sería investida presidenta del Consejo para los cuatro años siguientes.